# 西洋音楽年表

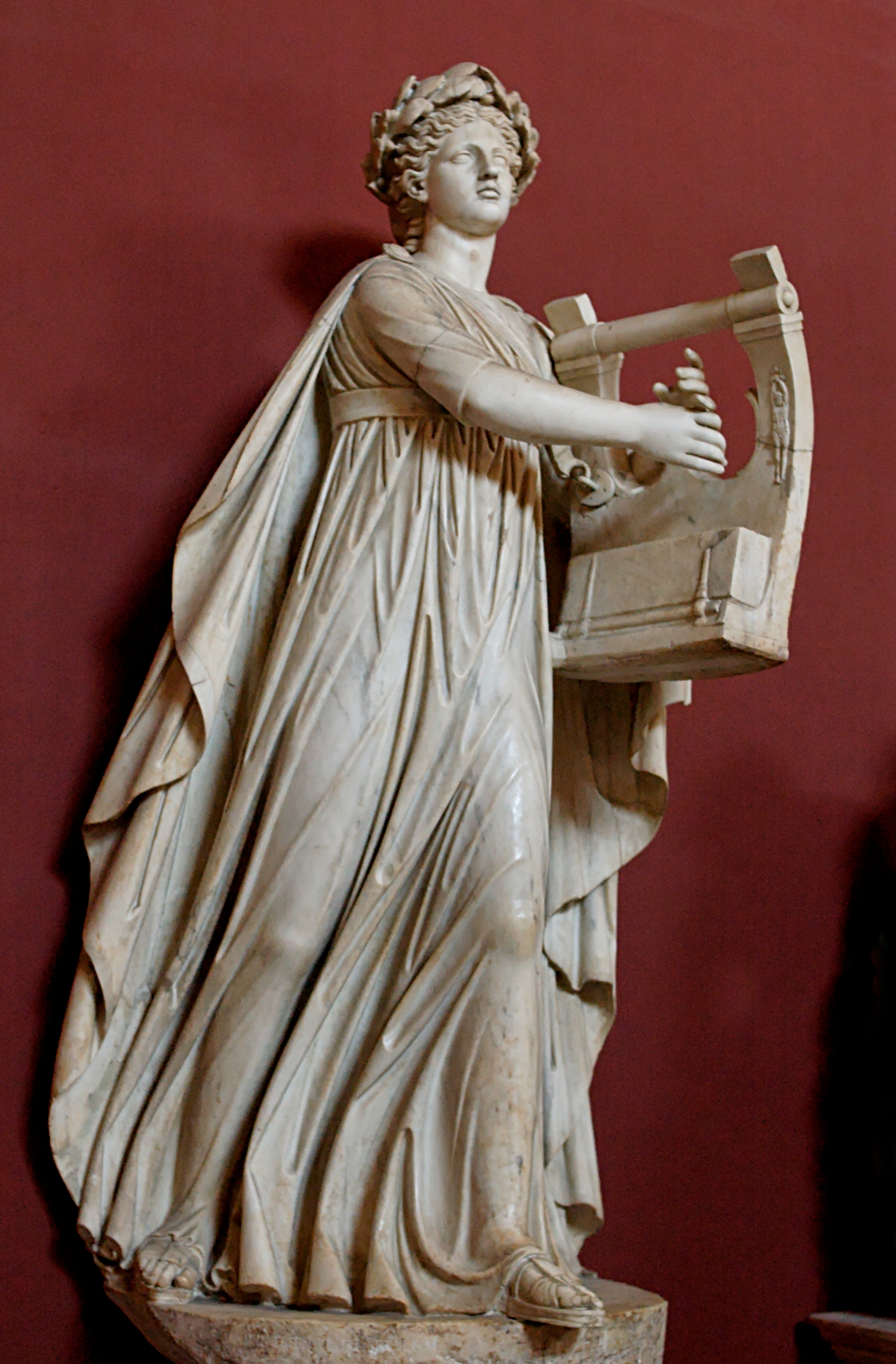
キタラを持つアポローン

西洋音楽年表（せいようおんがくねんぴょう）では、西洋音楽に関する主な出来事の年表を提示する。なお、各時代ごとで区分した解説については、音楽史を参照のこと。

## 7世紀
- ca.650年 - スコラ･カントルム（聖歌の演奏/教育機関）がローマに創設。

## 8世紀
- ca.750年 - フランスにてローマ聖歌とガリア聖歌が統合、グレゴリオ聖歌として発展。
- ca.756年 - コンスタンティノス5世がピピン3世にオルガンを献上。

## 9世紀

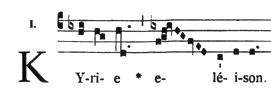
グレゴリオ聖歌の楽譜の一例。『リベル・ウズアリス』キリエ・エレイソン（オルビス・ファクトール）の冒頭部のネウマ譜

- 現存するネウマ譜による最古の聖歌集。

## 10世紀
- アラビアのファーラービーがギリシア音楽組織を支持、楽器に関する書を著す。
- ウィンチェスターのオールドミンスターにオルガンが設置。

## 11世紀
- グイード・ダレッツォが現在の楽譜の記譜法の原型を考案。
- 南フランスの宮廷からトルバドゥールと呼ばれた吟遊詩人達が現れる。

## 12世紀
- ポリフォニーの発展（オルガヌム）。
- 線状のネウマから、四角形のネウマ記譜法へ移行。
- ドイツ語圏にてミンネザングが栄える。
- 女流作曲家のヒルデガルト・フォン・ビンゲンの活躍。

## 13世紀
- アルス・アンティクア
- 定量記譜法が始まる。
- ca.1300年 - 現存する世界最古のカノン「夏は来りぬ Sumer is icumen in」がイギリスで作曲される。

## 14世紀
- ca.1322年 - フィリップ・ド・ヴィトリの「アルス・ノーヴァ」が書かれる。
- 1361年 ドイツのハルバーシュタット教会に、初めて鍵盤を備えたオルガンが設置される。
- ca.1370年 - マショー、ノートルダム・ミサ曲。

## 15世紀
- ブルゴーニュ楽派
- フランドル楽派
- 楽譜の印刷開始
- 1448年 - デンマーク王立管弦楽団設立。

## 16世紀
- フィレンツェの音楽家などが集まり、カメラータを結成。
- 1548年 - シュターツカペレ・ドレスデン設立。
- 1596年 - ダウランド流れよ、我が涙

## 17世紀
- 1637年 - ヴェネツィアにサン・カッシアーノ劇場が完成。
- 1687年 - ハンブルクにオペラ劇場が完成。

## 18世紀
- ca.1700年 - クリストフォリがフォルテピアノを製作。
- 1711年 - イギリスのジョン・ショアが音叉を発明。
- 1722年 - J.S.バッハが平均律クラヴィーア曲集第1巻を作曲。20年後に第2巻を完成。
- 1723年 - ヴィヴァルディが『四季』を作曲。
- 1743年 - ライプツィヒ・ゲヴァントハウス管弦楽団設立。
- 1750年 - J.S.バッハが死去。バロック時代の終焉。

18世紀後半から古典派を代表する作曲家、ハイドン、モーツァルトらが活躍した時代である。この時代にドイツ古典音楽の形式が完成される。
- 1765年 - ベルゲン・フィルハーモニー管弦楽団設立。
- 1788年 - モーツァルトが3大交響曲を作曲（39番、40番、41番）
- 1795年 - パリ音楽院開校。
- 1798年 - ハイドンの『天地創造』初演。
- 1799年 - ベートーヴェンがピアノソナタ第8番「悲愴」を作曲。後の時代のピアノ音楽の原点ともいえる。

## 19世紀
ベートーヴェン、リスト、ワーグナーらが活躍した。古典派の技法とロマン主義の精神を融合させようと試みたシューマン、ブラームスといった作曲家も現れた。また、伝統的な西洋音楽の枠を飛び出し、自国の民謡に題材を求めた国民楽派と呼ばれる作曲家たちが現れるなど、多くの個性的な作曲家が活躍した。ベートーヴェンのソナタによって表現の幅を急激に広げたピアノはショパン、リストなどによって音楽的、技術的革新がさらに進む。

### 前半
- 1805年 - ベートーヴェンの交響曲第3番『英雄』初演。またこの年、彼の傑作のひとつ、ピアノソナタ第23番（熱情）も完成させている。
- 1808年 - ベートーヴェンの交響曲第5番（運命）、交響曲第6番『田園』初演。
- 1812年 - ウィーン楽友協会設立。
- 1821年 - ウェーバーのオペラ『魔弾の射手』初演。ドイツロマン派オペラの原点。
- 1822年 - シューベルトが交響曲『未完成』を作曲。
- 1824年 - ベートーヴェンの交響曲第9番初演。
- 1830年 - ベルリオーズの幻想交響曲初演。
- 1834年 - ミンストレル・ショーにて「藁の中の七面鳥」が歌われる。
- 1842年 - ウィーン・フィルハーモニー管弦楽団設立。
- 1848年 - ベルリオーズの標題音楽をさらに発展させ、リストが『レ・プレリュード』などの交響詩を作曲。

### 後半
- アメリカでは、アフリカからつれてこられた黒人たちの音楽と、ヨーロッパからやってきた西洋音楽が互いに影響を及ぼし始める。
- 1865年 - ワーグナーの楽劇『トリスタンとイゾルデ』初演。この作品においては、調性の原理の拡大の象徴ともいわれるトリスタン和音が使用された。
- 1871年 - フランス国民音楽協会設立。
- 1874年 - ムソルグスキーが『展覧会の絵』を作曲。はじめは全く注目されなかったが、後に印象派の作曲家などにその価値が見出され、大きな影響を与えることとなった。
- 1876年 - ブラームスの交響曲第1番初演。
- 1877年12月6日 - トーマス・エジソンが円柱型アナログレコードを開発。音楽・音響・録音技術の歴史が始まる。
- 1887年 - エミール・ベルリナーがSPレコードの原型である、円盤式蓄音機「グラモフォン」を開発。
- 1888年 - コロムビア・フォノグラフ創立。
- 1894年 - ドビュッシー 『牧神の午後への前奏曲』初演。印象主義音楽が始まったとされる[1][2]。
- 1895年 - マーラーの交響曲第2番『復活』初演。
- 1896年 - パーロフォン創立。
- 1898年 - ドイツ・グラモフォン創立。

## 20世紀

### 前半
ラヴェル、ストラヴィンスキー、バルトークらが活躍した。このころの芸術音楽界ではドイツの影響が弱まり、フランス・ロシアの作曲家が台頭する。アメリカにてジャズが誕生し、狂騒の20年代を境に西洋ポピュラー音楽の中心地となっていく。
- コードシンボル表記の成立。
- 1900年 - 初のトーキー映画がパリで上映。
- 1901年 - ビクタートーキングマシン設立。楽器見本市NAMM ショーがアメリカアナハイムで初開催される。
- 1902年 - スコット・ジョプリン『ジ・エンターテイナー』作曲、アメリカでラグタイムが大流行する。
- 1904年 - ビクター・トーキング・マシーンがSPレコード発売。プッチーニ作曲『蝶々夫人』初演。
- 1910年 - マーラーの交響曲第8番（千人の交響曲）初演、巨大化の一途をたどっていたオーケストラの極限の形のひとつともいえるであろう。
- 1913年 - ストラヴィンスキーのバレエ『春の祭典』初演、不協和音が大胆に使われ大スキャンダルを巻き起こす。
- 1915年 - アイヴズがピアノソナタ第2番を作曲、当時の前衛音楽の傑作のひとつ。
- 1918年 - ホルストの『惑星』初演。私的演奏協会設立。
- 1919年 - 世界初の電子楽器、テルミンが発明される。
- 1920年 - 世界初のラジオ公共放送がアメリカKDKA局にて始まる。
- 1921年 - シェーンベルクが無調に規律と秩序を与えた十二音技法を創始。
- 1924年 - ジョージ・ガーシュウィン『ラプソディ・イン・ブルー』初演。ポリドール・レコード設立。
- 1925年 - BBCが最初のステレオラジオ放送を作る。
- 1927年 - 世界初のトーキー映画といわれる『ジャズ・シンガー』公開。
- 1928年 - ラヴェルの『ボレロ』初演。音楽劇『三文オペラ』初演。テープレコーダーの原型をフリッツ・フロイマーが完成させる。
- 1929年 - RCAビクター、デッカ・レコード設立。
- 1931年 - 英コロムビアと英グラモフォン（HMV）が合併し、EMI設立。
- 1932年 - 世界最初のエレクトリックギター「リッケンバッカー・フライング・パン」発売。ベル研究所が初のステレオ録音作成。
- 1936年 - ビルボードが初めて全米のジュークボックスで流れたヒット曲の一覧を発表。ロバート・ジョンソンが『デルタ・ブルースの王様』を録音。
- 1937年 - カール・オルフ作曲『カルミナ・ブラーナ』初演。
- 1938年 - ベニー・グッドマンがカーネギー・ホール初のジャズコンサートを行う。
- 1939年 - ブルーノート・レコード設立。
- 1941年 - ショスタコーヴィチの交響曲第7番初演、当時世界的な大流行を巻き起こす。レス・ポールがソリッドボディのエレクトリックギターの原型「THE LOG」を作成。
- 1942年 - ビング・クロスビーの『ホワイト・クリスマス』が大ヒット。キャピトル・レコード設立。
- 1944年 - バルトークの管弦楽のための協奏曲初演、20世紀の管弦楽作品の最高傑作のひとつといわれる。
- 1945年 - レオ・フェンダーがフェンダー社を創業、エレキギターの普及が進む。バークリー音楽大学創設、ポピュラー音楽教育の発展に大いに貢献していく。マーキュリー・レコード設立。
- 1947年 - 3Mがテープレコーダー発売。ダルムシュタット夏季現代音楽講習会が始まる。アトランティック・レコード設立。
- 1948年 - コロムビア・レコードがLP盤を初めて商品化。

### 後半
ケージ、シュトックハウゼン、ペンデレツキらが活躍。アメリカが音楽の中心となりポピュラー音楽とレコード産業が発展し、ロックバンドが台頭する。
- 1950年 - フィリップス・レコード設立。
- 1952年 - 偶然性の音楽を創始したケージの『4分33秒』初演、「音楽」の意味を問う作品となった。アメリカレコード協会設立。
- 1955年 - ストックホルム国際標準音会議にて1点A音を440Hzに設定。ビル・ヘイリーの『ロック・アラウンド・ザ・クロック』がビルボードで1位。
- 1956年 - エルヴィス・プレスリー『ハートブレイク・ホテル』大ヒット。ユーロビジョン・ソング・コンテスト初開催。
- 1957年 - レナード・バーンスタイン作曲『ウエスト・サイド物語』初演。スタックス・レコード、ハイ・レコード設立。
- 1958年 - 第一回グラミー賞開催。マイルス・デイヴィスのアルバム『カインド・オブ・ブルー』にてモード・ジャズの完成型が示される。ワーナー・ブラザース・レコード、ハルモニア・ムンディ設立。
- 1959年 - デイヴ・ブルーベック「テイク・ファイヴ」発表。モータウン・レコード設立。
- 1960年代 - ミニマル・ミュージックが盛んになる。
- 1961年 - オーネット・コールマン『フリー・ジャズ』発売。
- 1962年 - フィリップス社がコンパクトカセットを開発。ビートルズ、ビーチボーイズ、ボブ・ディランがレコードデビュー。ローリング・ストーンズが結成。アントニオ・カルロス・ジョビン『イパネマの娘』発表。ポリグラム・レコード設立。
- 1964年 - ビートルズが「ビルボード」誌シングル・チャートのトップ5を独占。
- 1965年 - ボブ・ディラン『追憶のハイウェイ 61』発売。
- 1966年 - ビーチボーイズ『ペット・サウンズ』、ビートルズ『リボルバー』発売。
- 1967年 - ビートルズ『サージェント・ペパーズ・ロンリー・ハーツ・クラブ・バンド』、ジミ・ヘンドリックス『アー・ユー・エクスペリエンスト?』発売。アナログシンセサイザー及びその製品群「モーグ・シンセサイザー」発売。
- 1968年 - ロンドン・シンフォニエッタ設立。
- 1969年 - 最初のウッドストック・フェスティバルが開かれる。レッド・ツェッペリン『レッド・ツェッペリン I』発売。
- 1970年代 - ニューヨークにてヒップホップが生まれる。
- 1970年 - マイルス・デイヴィス『ビッチェズ・ブリュー』発売。
- 1971年 - マーヴィン・ゲイ『ホワッツ・ゴーイン・オン』、ザ・フー『フーズ・ネクスト』発売。
- 1972年 - ローリング・ストーンズ『メイン・ストリートのならず者』発売。
- 1973年 - スティーヴィー・ワンダー『インナーヴィジョンズ』発売。
- 1974年 - アストル・ピアソラが「リベルタンゴ」を発表。
- 1975年 - ブルース・スプリングスティーン『明日なき暴走』発売。
- 1977年 - セックス・ピストルズ『勝手にしやがれ!!』発売。ピエール・ブーレーズがフランス国立音響音楽研究所IRCAMを創立。AppleがApple II発売。
- 1979年 - 携帯音楽プレーヤー「ウォークマン」の発売開始。ザ・クラッシュ『ロンドン・コーリング』発売。
- 1981年 - MTV開局。
- 1982年 - コンパクトディスク (CD) の登場。マイケル・ジャクソンのアルバム『スリラー』が大ヒット。
- 1983年 - MIDIが国際規格化。
- 1985年 - チャリティー・コンサートライヴエイド開催、「ウィ・アー・ザ・ワールド」発売。
- 1987年 - U2『ヨシュア・トゥリー』発売。
- 1991年 - World Wide Web（WWW）がインターネット上で利用可能になる。ニルヴァーナ『ネヴァーマインド』発売。
- 1995年 - DVDの登場。フランスにて音楽の祭典ラ・フォル・ジュルネ始まる。
- 1999年 - Napsterが起業、Peer to Peerのファイル共有ソフトで一躍有名になる。

## 21世紀
20世紀末に起こったポストモダンが相互作用し音楽のジャンルが多種多様に分化する。コンピューター技術の発達により「音楽のあり方」が再構築される。
- 2001年 - アップルがデジタルオーディオプレーヤーiPodを発売。
- 2003年 - アップルがiTunes Music Storeを開始、音楽のデジタル配信の流れを定着させた。
- 2005年 - インターネット動画共有サービスYouTubeが設立される。
- 2006年 - アメリカタワーレコードが店舗営業廃業。エイミー・ワインハウス『Back to Black』発売。
- 2007年 - アップルがスマートフォンiPhoneを発売。Ustream設立。
- 2009年 - 譚盾のインターネットシンフォニー初演。
- 2011年 - アデル『21』発売。
- 2016年 - ボブ・ディランがノーベル文学賞を受賞。